# India International 2003
Die India International 2003 im Badminton fanden vom 22. bis zum 25. Oktober 2003 statt.

## Sieger und Platzierte
| Disziplin    | Gold                                 | Silber                                            | Bronze                                        |
| ------------ | ------------------------------------ | ------------------------------------------------- | --------------------------------------------- |
| Herreneinzel | Yeoh Kay Bin                         | Lee Chong Wei                                     | Nikhil Kanetkar                               |
| Herreneinzel | Yeoh Kay Bin                         | Lee Chong Wei                                     | Kuan Beng Hong                                |
| Dameneinzel  | Aparna Popat                         | Salakjit Ponsana                                  | Xiao Luxi                                     |
| Dameneinzel  | Aparna Popat                         | Salakjit Ponsana                                  | Li Li                                         |
| Herrendoppel | Zakry Abdul Latif Fairuzizuan Tazari | Hong Chieng Hun Lin Woon Fui                      | Hendri Kurniawan Saputra Denny Setiawan       |
| Herrendoppel | Zakry Abdul Latif Fairuzizuan Tazari | Hong Chieng Hun Lin Woon Fui                      | Valiyaveetil Diju Sanave Thomas               |
| Damendoppel  | Li Yujia Jiang Yanmei                | Duanganong Aroonkesorn Kunchala Voravichitchaikul | Soratja Chansrisukot Salakjit Ponsana         |
| Damendoppel  | Li Yujia Jiang Yanmei                | Duanganong Aroonkesorn Kunchala Voravichitchaikul | Liu Fan Frances Xiao Luxi                     |
| Mixed        | Hendri Kurniawan Saputra Li Yujia    | Nuttaphon Narkthong Kunchala Voravichitchaikul    | Songphon Anugritayawon Duanganong Aroonkesorn |
| Mixed        | Hendri Kurniawan Saputra Li Yujia    | Nuttaphon Narkthong Kunchala Voravichitchaikul    | Zakry Abdul Latif See Phui Leng               |